# 難熔金屬
耐火金屬（英語：Refractory metals），又稱難熔金屬、耐高溫金屬、高熔點金屬，是指特別耐熱不易熔化，並且具有耐磨性的金屬。此術語主要是用在材料科学、和冶金工程。這些元素在不同領域中的的定義方式有些不同。最常見的定義方式包括五個元素：兩個第五週期元素（鈮、鉬）和三個第六週期元素（鉭、鎢、錸）。這些元素有一些共同性質，包括熔點超過2000 °C以上，在室溫下具很高的硬度。由於其化學惰性，不易與其他元素反應，而其密度也相對較高。耐火金屬因為高熔點，是粉末冶金方法製造的首選。耐火金屬的一些應用包括金屬工具，高溫工作、絲纖維、鑄造模具，或在腐蝕性環境中的化學反應器。部分是由於熔點高，難熔金屬在很高溫下，也不會有蠕變變形的情形。

## 定義
在大多數定義下，只有具有極高熔點的金屬元素才會列入耐火金屬。根據一項定義，熔點超過4000°F（2200 °C）是必須條件。因此，在這個定義下，鈮、鉬、鉭、鎢和錸是耐火金屬。在更廣泛的定義下，所有熔點超過2123 K（1850 °C）的金屬都是耐火金屬，這樣額外多了九個元素：鈦、釩、鉻、鋯、鉿、釕、銠、鋨和銥。至於鎝和極度不穩定的超重元素（上圖中位於鐒之後的元素，如鑪、𨧀、𨭎、𨨏等無法在自然界發現）儘管符合耐火金屬的定義範疇，但因其具有放射性，所以從來都不被認為是耐火金屬，其中鎝的熔點已經確認為2430K（2157°C），而鑪的預測熔點為2400K（2100°C）。

## 性質
| 名稱     | 鈮               | 鉬               | 鉭               | 鎢               | 錸               |
| -------- | ---------------- | ---------------- | ---------------- | ---------------- | ---------------- |
| 溶點     | 2750 K (2477 °C) | 2896 K (2623 °C) | 3290 K (3017 °C) | 3695 K (3422 °C) | 3459 K (3186 °C) |
| 沸點     | 5017 K (4744 °C) | 4912 K (4639 °C) | 5731 K (5458 °C) | 5828 K (5555 °C) | 5869 K (5596 °C) |
| 密度     | 8.57 g·cm−3      | 10.28 g·cm−3     | 16.69 g·cm−3     | 19.25 g·cm−3     | 21.02 g·cm−3     |
| 楊氏模量 | 105 GPa          | 329 GPa          | 186 GPa          | 411 GPa          | 463 GPa          |
| 維氏硬度 | 1320 MPa         | 1530 MPa         | 873 MPa          | 3430 MPa         | 2450 MPa         |